# Arrêté en France
Cet article possède un paronyme, voir arrêt en droit français.
Pour les autres articles nationaux ou selon les autres juridictions, voir arrêté.
En France, un arrêté est une décision exécutoire à portée générale ou individuelle émanant d’un ou plusieurs ministres (arrêté ministériel ou interministériel) ou d’autres autorités administratives (arrêté municipal, préfectoral, etc.).

## Histoire
Si le mot est connu dès le XVe siècle, il n'est qu'un synonyme moins courant d’arrêt et désigne donc une décision judiciaire.
Le mot prend le sens d’acte administratif au moment du Consulat : sous l'expression d’« arrêté des consuls », il désigne des textes pouvant avoir une portée importante, et correspond presque à ce qui s’appellera ensuite décret.
Au cours du XIXe siècle, le mot prend sa signification moderne, bien qu’il règne au début un certain flottement sur les autorités susceptibles de prendre des arrêtés.

## Situation actuelle
Un arrêté est un acte administratif pouvant émaner d’autorités diverses autres que le président de la République et le Premier ministre : un ministre, un préfet (de région ou de département), un président de conseil régional, de conseil départemental ou d’établissement public de coopération intercommunale, un maire, un président d’établissement public, d’autorité administrative indépendante, ou un chef de juridiction (mais seulement pour l’organisation interne du service).
Il existe deux fondements du pouvoir de prendre des arrêtés :
- en exécution d’un décret ou d’une loi ;
- en vertu du pouvoir de chef de service.

Le président de la République ne prend d’arrêté que dans son rôle de chef de service, pour tout ce qui concerne le secrétariat général de la présidence de la République française.